# Catedral de Winchester

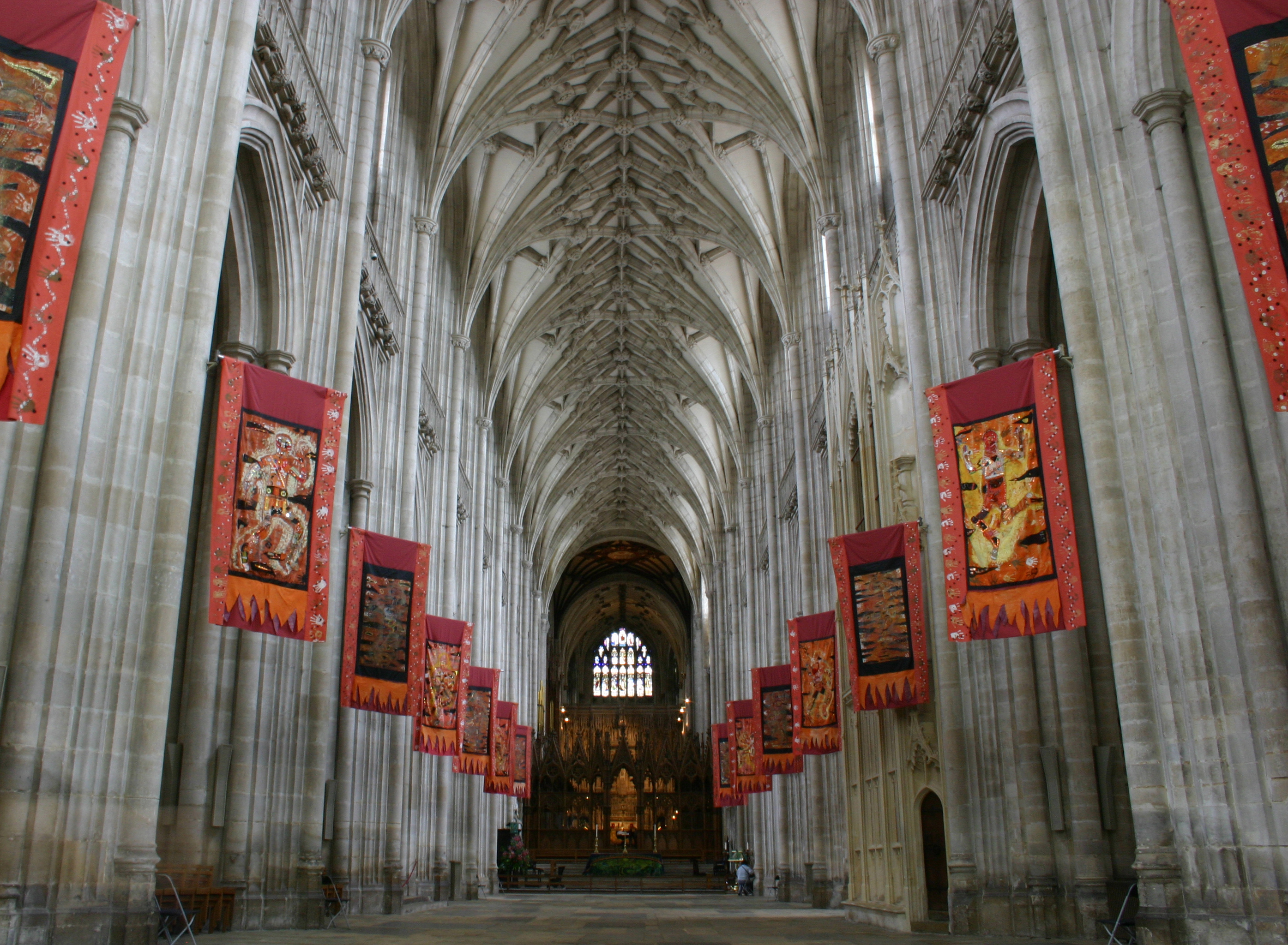
Interior da Catedral

A Catedral de Winchester, localizada em Winchester, capital do condado de Hampshire, é uma das maiores catedrais inglesas.  Começou a ser construída no século XI, quando Winchester era a capital de Inglaterra, mas as obras de expansão prolongaram-se até ao século XVI. A sua base foi um mosteiro fundado por monges beneditinos em 642. 
A catedral é dedicada na Trindade, São Pedro e São Paulo. Até à Reforma Protestante, foi dedicada também no homem local São Suitino. A catedral ocupou um lugar importante na história de Inglaterra, sendo o local de eventos importantes como, por exemplo, a coroação de Eduardo o Confessor ou o casamento de Maria I de Inglaterra com Filipe II de Espanha.

## Pessoas sepultadas na catedral
- Aelfgifu da Inglaterra
- Alfredo de Inglaterra
- Canuto II da Dinamarca
- Charles Richard Sumner
- Edred de Inglaterra
- Eduardo, o Velho
- Eduíno de Inglaterra
- Egberto da Saxônia Ocidental
- Ema da Normandia
- Etelvulfo da Saxônia Ocidental
- Godfrey de Lucy
- Guilherme II de Inglaterra
- Henrique Beaufort
- Henrique de Blois
- Isaac Walton
- Jane Austen
- Hardacanuto
- Cenualho da Saxônia Ocidental
- Cinegilso da Saxônia Ocidental
- Richard Foxe
- São Swithin
- Stephen Gardiner
- Thomas Langton
- William de Waynflete
- William de Wykeham

1. ↑  Viajonários (28 de outubro de 2020). «Catedral de Winchester: Eventos Reais e túmulo de Jane Austen». Viajonários. Consultado em 7 de maio de 2024